# Meyrin
Meyrin  é uma comuna suíça do Cantão de Genebra. Ainda não há muitos anos o "dormitório" de Genebra, Meyrin  tem vindo a desenvolver-se rapidamente em razão da sua proximidade com o aeroporto e do polo que representa as empresas, firmas ou organizações que aí se instalaram.

## Localização
Meyrin  está rodeado pelo Le Grand-Saconnex a Este, Vernier a Sul, Satigny a Oeste, e o País de Gex da França a Norte.

## História
Na Idade Média, Meyrin está dividido entre duas senhorias, a De Livron e a dos de Meyrin. Os De Livron ocupam terrenos dos lados de Cointrin - zona do actual aeroporto - e Mategnin. Estas terras fazem parte do País de Gex (frança), uma baronia da Casa de Saboia. Em 1536 os Senhores de Berna ocupam a região e impõem o culto da Reforma. A ocupação dura 30 anos  e passa de novo para os saboiardos em 1564. Em 1601 o território é dado ao rei de frança, na altura Henrique IV de França, depois do Tratado de Lyon. Depois a anexação pela França da República de Genebra, em 1798, os habitantes de Meyrin ficam com os mesmos direitos políticos dos genebrinos. Em 1804, Napoleão Bonaparte quer conquistar a Europa e tal como acontece com Le Grand-Saconnex, Pregny-Chambésy e outras que estavam sempre dependentes do que se passava no País de Gex, as forças austríacas fazem fugir as tropas francesas do País de Gex e impõem uma ocupação difícil a essas localidades. Mais tarde, com o Tratado de Paris (1815) Meyrin reverte à Suíça e une-se a Genebra .

## Pólos de atracção
Para o desenvolvimento muito contribuiu;
- 1922; o construção do Aeroporto internacional de Genebra (GVA),
- 1945; a inauguração do Organização Europeia para a Investigação Nuclear (CERN)

que têm chamado firmas como:
- a DuPont internacional,
- a sede para a europa da Hewlett-Packard,
- e fábricas de relógios como Chopard, Cartier, Roger Dubuis,  etc.

## Modernização
Nos anos 1960, Meyrin transforma-se radicalmente passando de uma aldeia de 3 000 habitantes  a uma cidade de mais  de 14 000 habitantes   aquando da instalação de grandes companhia internacionais e da construção e exploração do SPS do CERN.
Muito activo é o Centro Cultural de Meyrin, também conhecido pelo Forum de Meyrin, tem além da biblioteca e do seu Teatro está muito implicado na difusão da arte em geral pelo que possui  duas salas para exposições. No teatro realizam-se mais de 35 espectáculos de todos os tipos, ex: Teatro , circo, dança, música, etc.  
Em 2011 foi inaugurado um túnel de 850 m que libera o centro da localidade e permite um acesso rápido ao CERN e a Saint-Genis-Pouilly que se encontra do outro lado da fronteira, o que fazia um tráfego diário da ordem dos 25 000 veículo. Pouco tempo depois foi inaugurada a extensão da linha de eléctrico que finalmente chegava ao CERN antes de num futuro próximo passar a fronteira e chegar Saint-Genis-Pouilly 

## Transportes
A Autoestrada A1 (Suíça) dá uma acesso rápido para o Norte em direção de Nyon, Rolle, Morges, etc. e  para o Sul com a Autoestrada A40 (França) e localidades como Saint-Julien-en-Genevois, Annemasse, Annecy, etc.

## Imagens

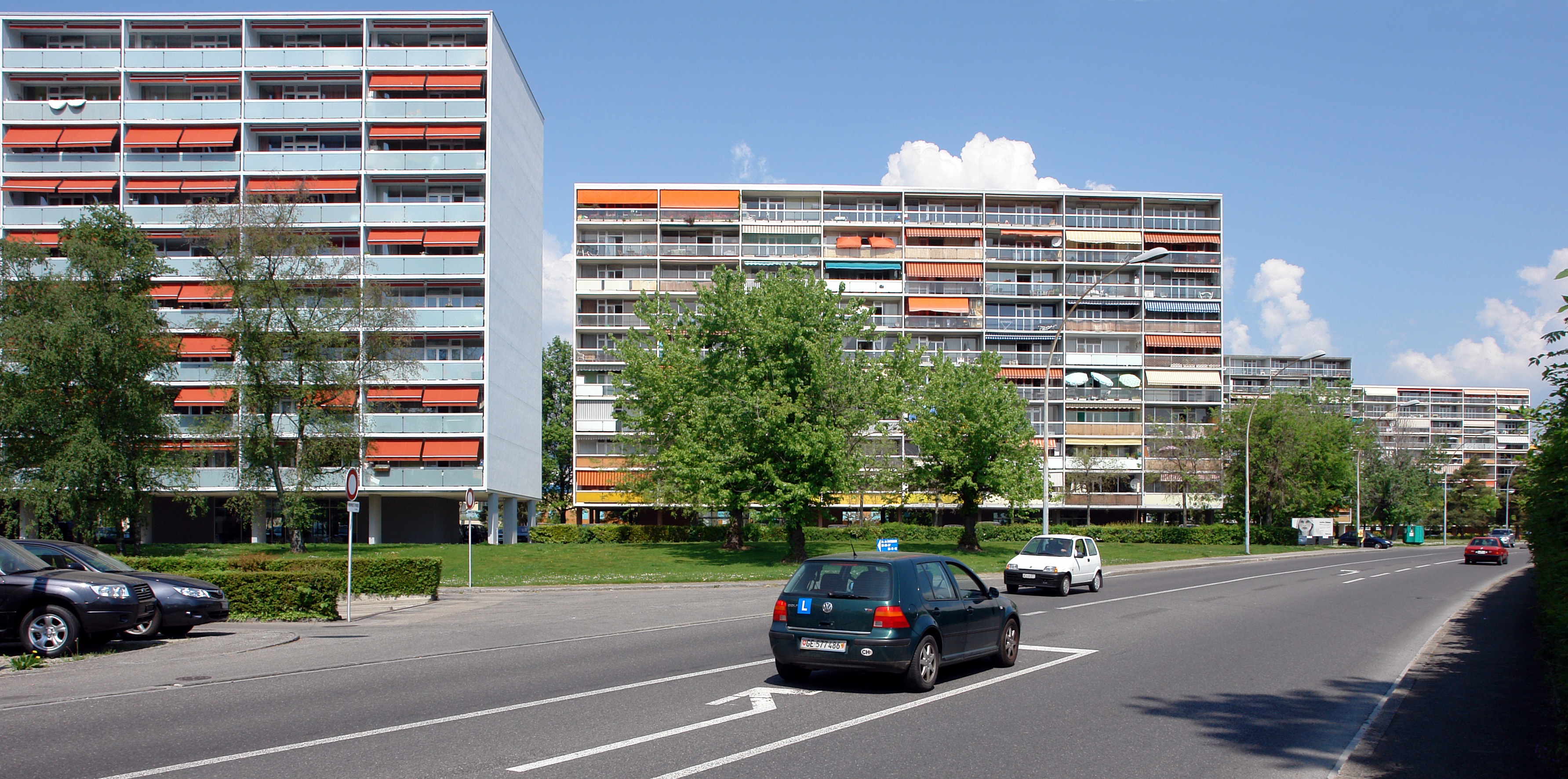
No início um "dormitório" de Genebra
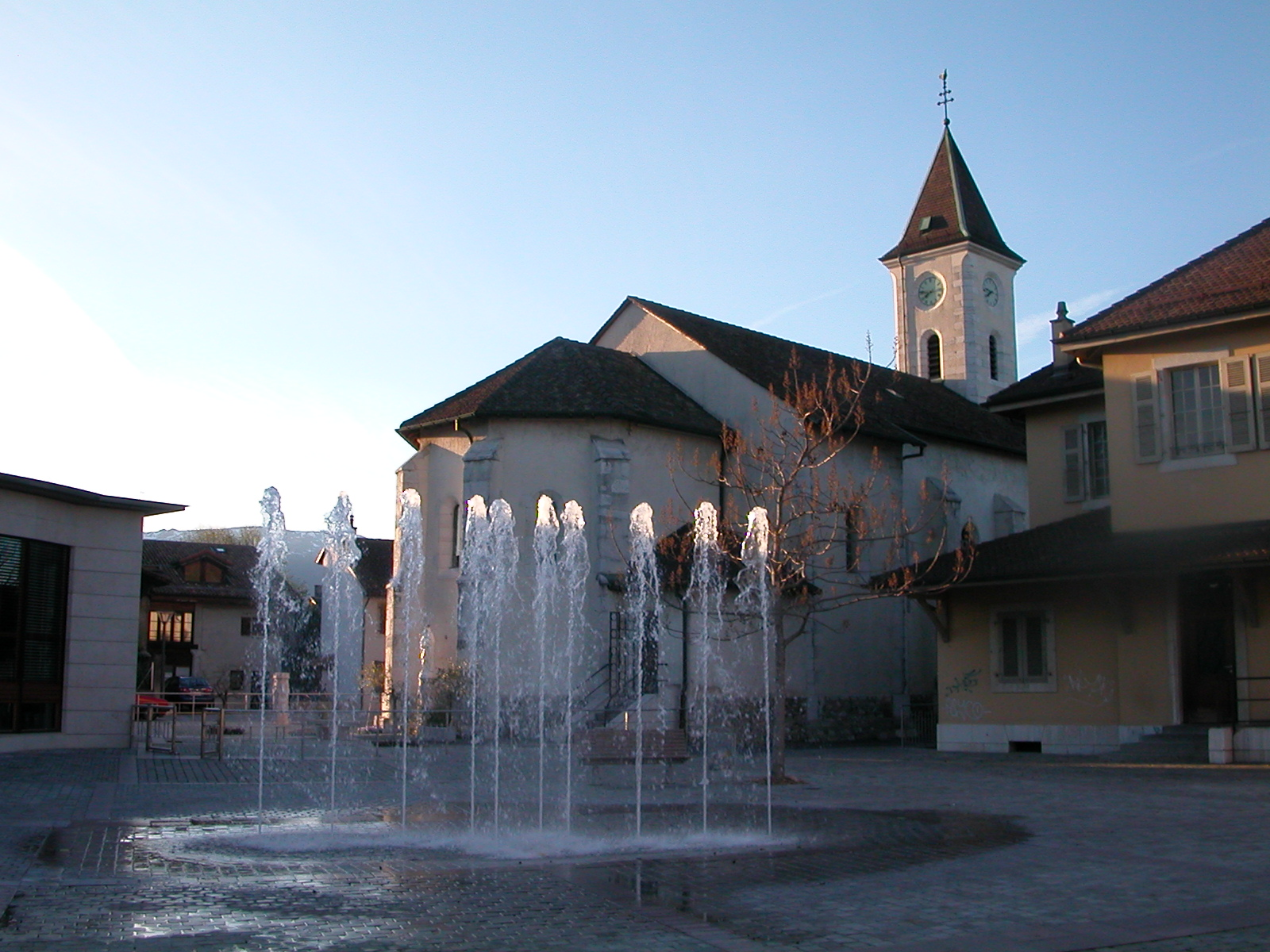
Centro de Meyrin
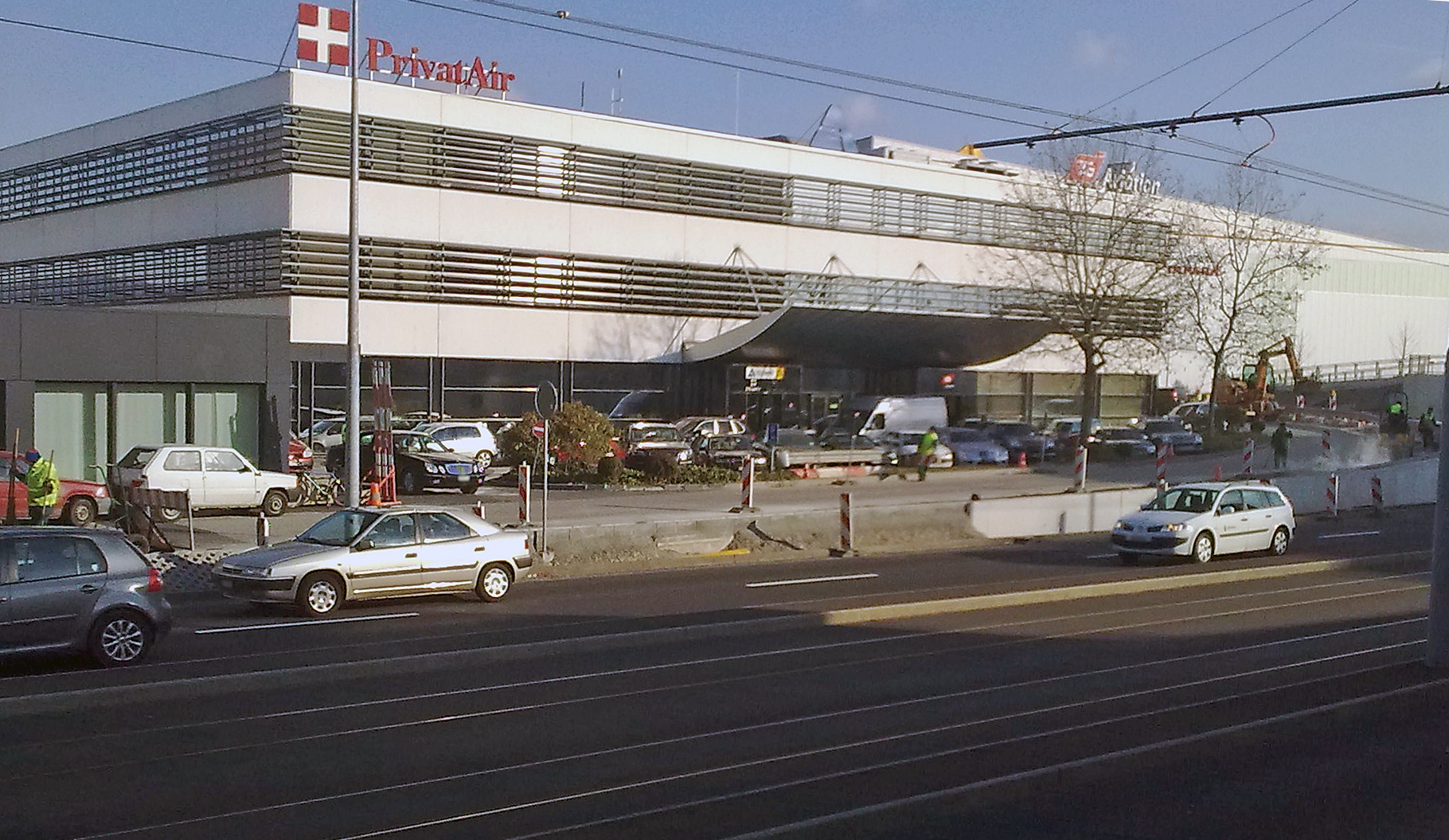
A proximidade do aeroporto e os seus efeitos
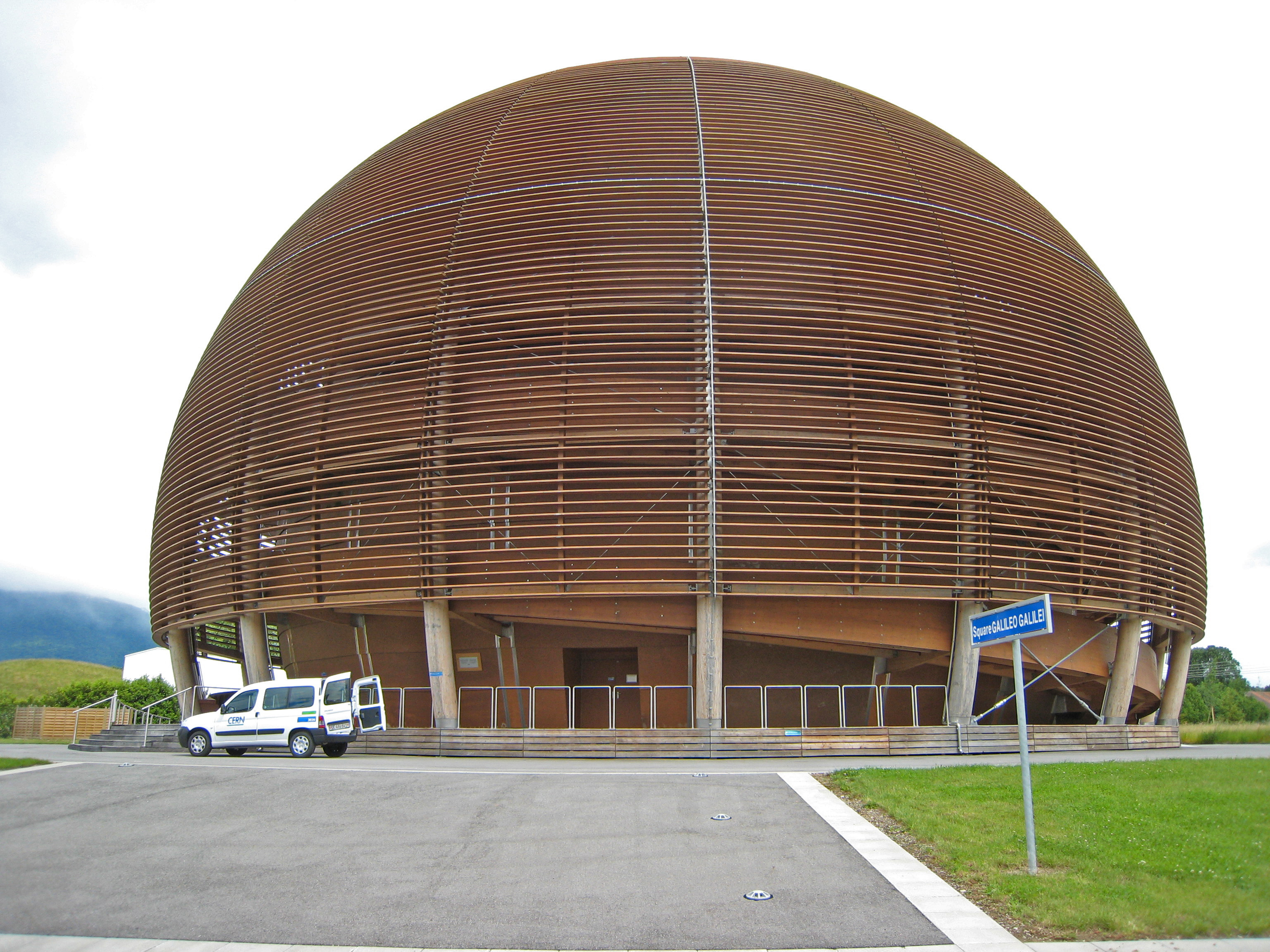
Globo da Ciências e da Inovação, oferecido ao CERN pela Confederação Suíça
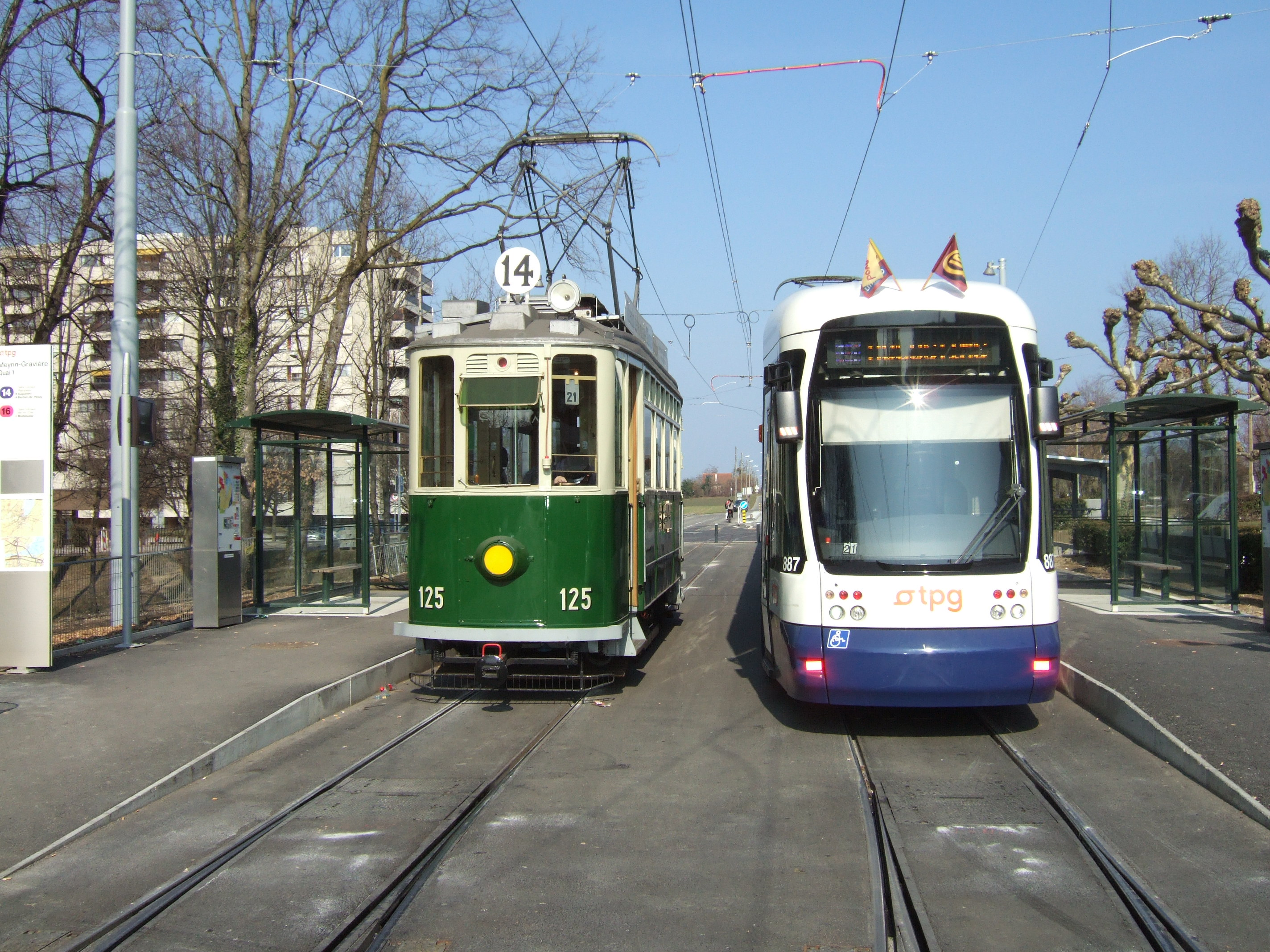
Chegada ao CERN do actual em presença do "histórico"
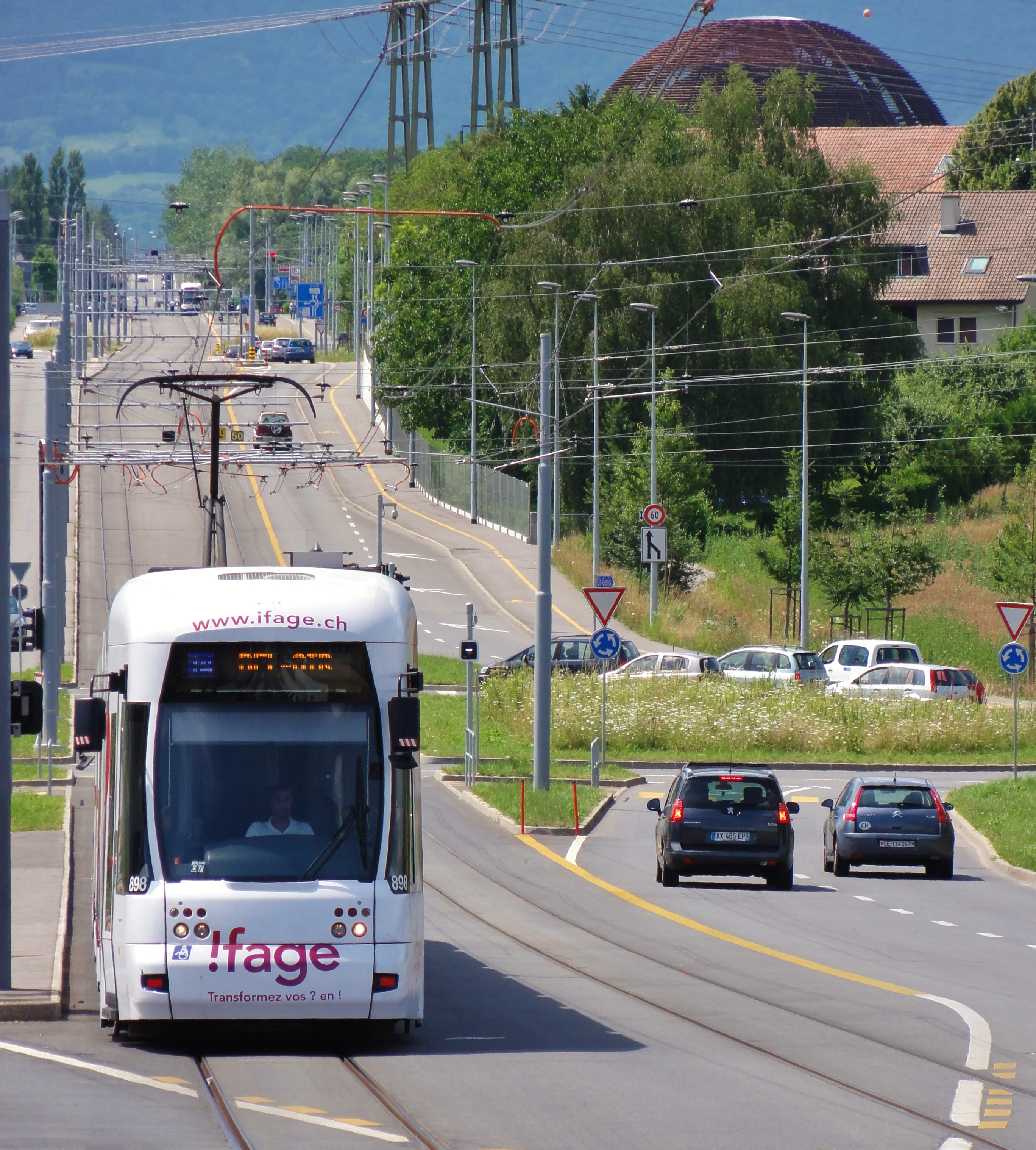
Linha do elétrico n° 14 dos TPG Tramway Cornavin - Meyrin - CERN (TCMC) na paragem do Hospital de La Tour